# Bathyphellia
Genre
Bathyphellia est un genre d'anémones de mer de la famille des Bathyphelliidae, dont il est le genre type. Il ne comprend que deux espèces : Bathyphellia australis et Bathyphellia margaritacea.

## Liste des espèces
Selon GBIF (16 juin 2021) et World Register of Marine Species (16 juin 2021) :
- Bathyphellia australis Dunn, 1983
- Bathyphellia margaritacea (Danielssen, 1890)

## Systématique
L'espèce type est Bathyphellia margaritacea, initialement classée dans le genre Phellia, et déplacée dans le genre Bathyphellia par le zoologiste suédois Oscar Henrik Carlgren, en 1932,.